# 许米乃
许米乃是一位来自以弗所的早期基督徒，是使徒保罗的反对者，使徒保罗将他与亚历山大和腓理徒联系在一起。

## 圣经记载
在提摩太前书1章20节中，“有人”（包括许米乃）已经放弃了信心和无亏的良心，并且在真道上如同船破坏了一般。 保罗补充说，他已将许米乃和亚历山大交给撒但，以便他们不再诽谤。有些人认为这种说法与哥林多前书5章5节类似，其中保罗命令教会驱逐一名从事性不道德行为的成员，希望他的灵魂最终能因这种管教而得救。

## 否认复活
保罗将许米乃和腓利都列入其中，他们的亵渎和虚妄的胡言乱语会增加，变得更加不敬虔，他们的教导“如同毒疮，越烂越大”（提摩太后书2:17）。保罗宣称许米乃和腓利都就是刚才所描述的例子，他补充说这两个人“偏离了真道，说复活的事已过，”。

## 初期的诺斯底主义
不可能准确地定义这种异端的全部性质，但从保罗对此的说法来看，许米乃和菲利图可能相信基督教诺斯底主义异端的早期形式。诺斯替教徒认为，这种从罪恶中的觉醒已经发生在他们自己身上，因此将来不可能有死者听到上帝儿子的声音并从坟墓中出来的一天（约翰福音5:28） 。
这种复活的精神化源于所有物质本质必然邪恶的观念。这个想法立即导致了这样的结论：人体本质上是邪恶的，如果人要升华到他的真实本性，他必须摆脱束缚，不是摆脱罪恶，而是摆脱身体。这种对身体的蔑视导致了对复活字面意义的否认。基督关于这个主题的所有教导都只是在寓言意义上解释了灵魂从罪中复活。

使徒对待这些教师、许米乃和他的同伴的方式，不仅在于重新断言他们所否认的真理，而且还对这些教师作出判决——“我已经把他们交给撒但，使他们受责罚，就不再诽谤了。”对于这句话的含义，解释起来存在很大困难。有些人将其理解为简单地逐出教会。其他人则认为它表示遭受某些身体痛苦或疾病。